# リッキング郡 (オハイオ州)
リッキング郡（英: Licking County）は、アメリカ合衆国オハイオ州の中央部に位置する郡である。人口は17万8519人（2020年）。郡庁所在地はニューアークであり、同郡で人口最大の都市である。
リッキング郡はコロンバス大都市圏に属している。郡名は地域で採れた岩塩に因んで名づけられた。

## 歴史
リッキング郡は1808年1月30日に、フェアフィールド郡から分離して設立された。郡名は地域で採れた岩塩に因んで名づけられた。

## 地理
アメリカ合衆国国勢調査局に拠れば、郡域全面積は687.49平方マイル (1,780.6 km2)であり、このうち陸地682.50平方マイル (1,767.7 km2)、水域は4.99平方マイル (12.9 km2)で水域率は0.73%である。

### 隣接する郡
- ノックス郡 - 北
- コショクトン郡 - 北東
- マスキンガム郡 - 東
- ペリー郡 - 南東
- フェアフィールド郡 - 南西
- フランクリン郡 - 西
- デラウェア郡 - 北西

## 人口動態
以下は2000年国勢調査による人口統計データである。
| 基礎データ - 人口: 146,491人 - 世帯数: 55,609 世帯 - 家族数: 40,149 家族 - 人口密度: 82人/km2（212人/mi2） - 住居数: 58,760軒 - 住居密度: 33軒/km2（86軒/mi2） 人種別人口構成 - 白人: 95.64% - アフリカン・アメリカン: 2.06% - ネイティブ・アメリカン: 0.30% - アジア人: 0.58% - 太平洋諸島系: 0.02% - その他の人種: 0.30% - 混血: 1.10% - ヒスパニック・ラテン系: 0.76% 年齢別人口構成 - 18歳未満: 26.0% - 18-24歳: 8.8% - 25-44歳: 29.4% - 45-64歳: 23.9% - 65歳以上: 11.9% - 年齢の中央値: 37歳 - 性比（女性100人あたり男性の人口） - 総人口: 94.8 - 18歳以上: 92.0 | 世帯と家族（対世帯数） - 18歳未満の子供がいる: 34.4% - 結婚・同居している夫婦: 58.5% - 未婚・離婚・死別女性が世帯主: 10.0% - 非家族世帯: 27.8% - 単身世帯: 23.1% - 65歳以上の老人1人暮らし: 9.1% - 平均構成人数 - 世帯: 2.56人 - 家族: 3.01人 収入と家計 - 収入の中央値 - 世帯: 44,124米ドル - 家族: 51,969米ドル - 性別 - 男性: 37,957米ドル - 女性: 26,884米ドル - 人口1人あたり収入: 20,581米ドル - 貧困線以下 - 対人口: 7.5% - 対家族数: 5.5% - 18歳未満: 9.1% - 65歳以上: 7.5% |

## 名所
- ニューアーク土塁
- ブラックハンド・ジョージ州立自然保護地域
- フリントリッジ州立保護地域
- ドーズ樹木園

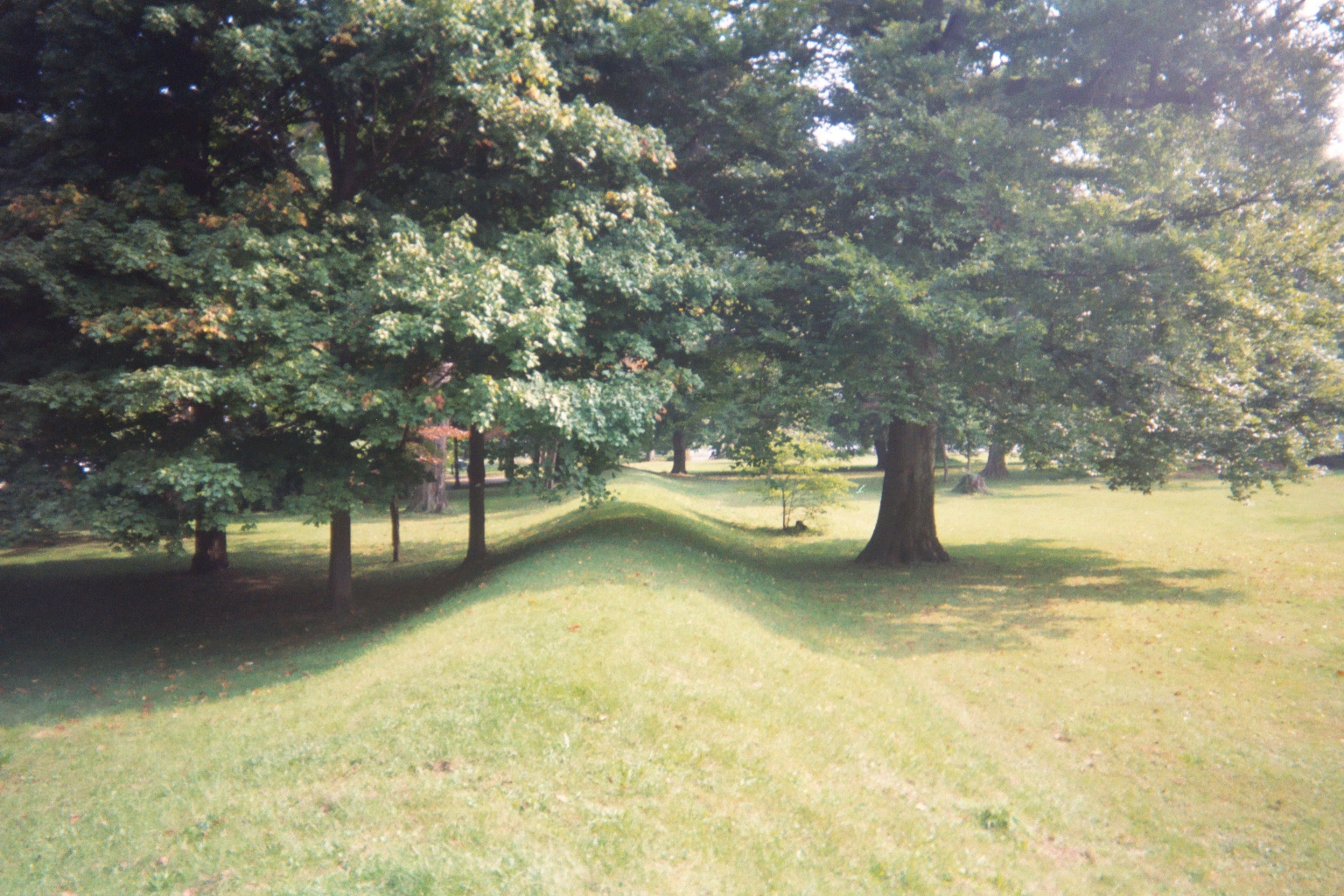
ニューアーク土塁にあるグレートサークル土塁

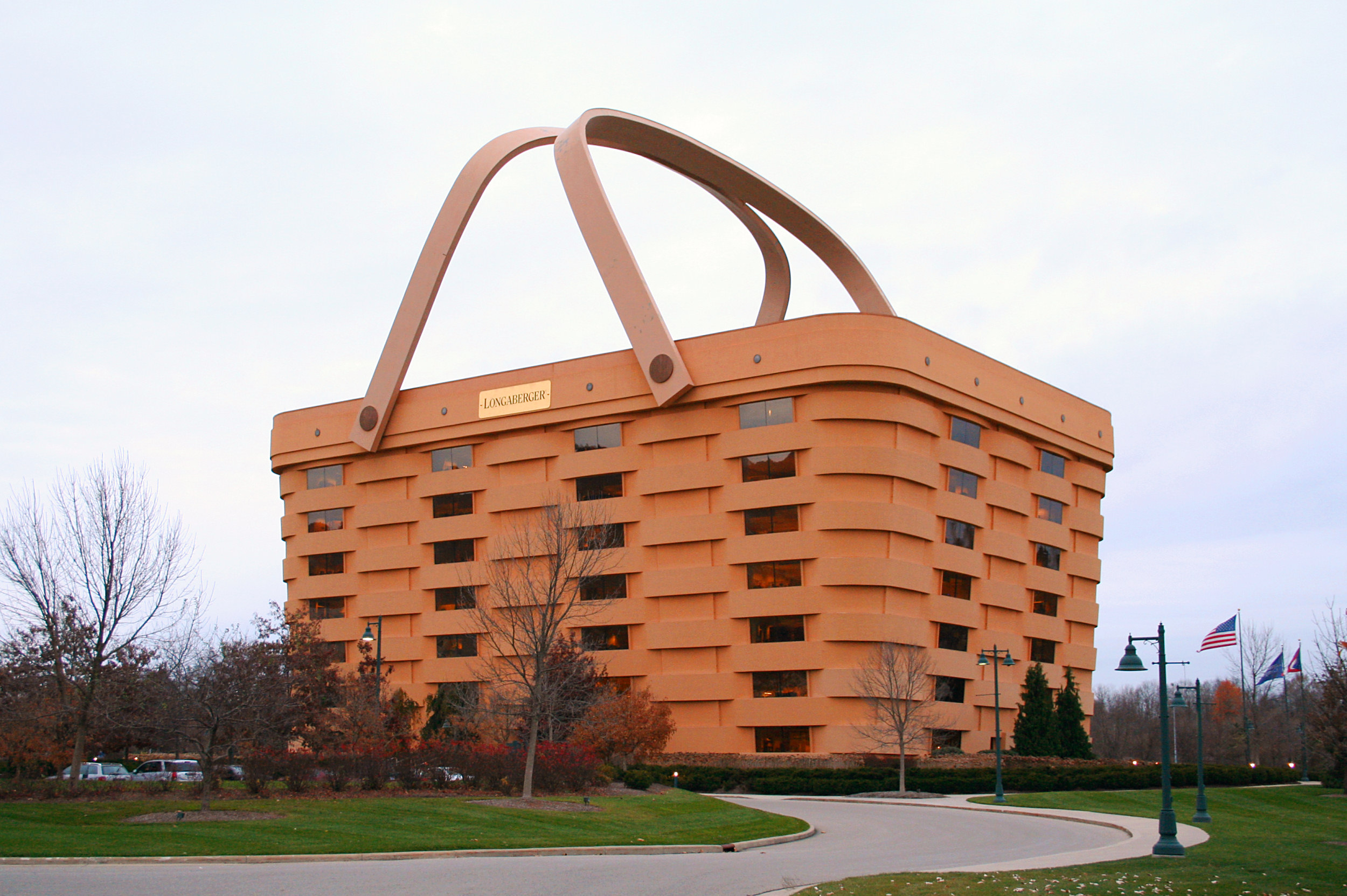
ロンガバーガー・バスケットビル

- ユーティカにあるイェ・オールドミル（ヴェルヴェット・アイスクリームが作られている[4]）
- ハイシー・ガラス博物館[5]
- ロンガバーガー・バスケットビル（本社ビルが7階建てのバスケットであり、世界最大である）
- ナショナル・トレイル・レイスウェイ - NHRA公認のドラッグレース場[6]
- デニソン大学

## 郡区

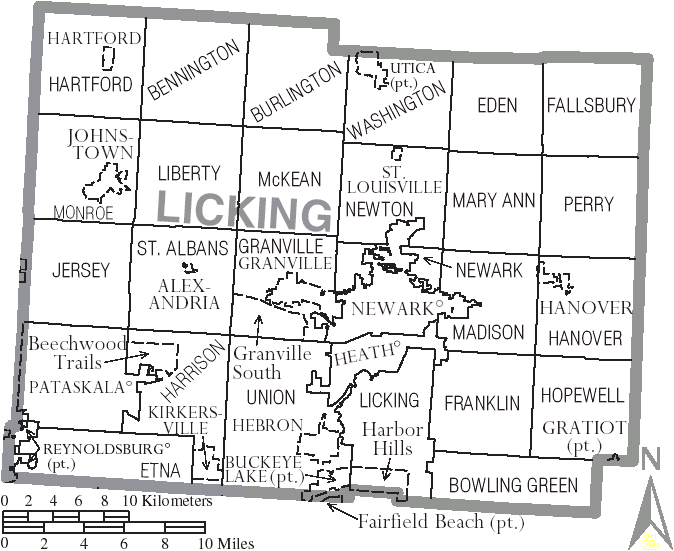
リッキング郡図

リッキング郡は下記25の郡区に分割されている。
| - ベニントン - ボーリンググリーン - バーリントン - イーデン - エトナ - フォールズベリー - フランクリン | - グランビル - ハノーバー - ハリソン - ハートフォード - ホープウェル - ジャージー | - リバティ - リッキング - マディソン - メアリーアン - マッキーン - モンロー | - ニューアーク - ニュートン - ペリー - セントオールバンズ - ユニオン - ワシントン |

### 都市
| - ニューアーク - 郡庁所在地 - ヒース - ニューオルバニー | - パタスカラ - レイノルズバーグ |

### 村
| - アレクサンドリア - バッカイレイク - グランビル - グラティオット | - ハノーバー - ハートフォード - ヘブロン - ジョンズタウン | - カーカーズビル - セントルイスビル - ユーティカ |

### 国勢調査指定地域
| - ビーチウッドトレイルズ - ブラウンズビル - グランビルサウス | - ハーバーヒルズ - マーン |

### 未編入の町
| - エトナ | - ホーマー | - ジャクソンタウン |

## スポーツ
リッキング郡では昔から高校スポーツが盛んである。グランビル、ヒース、ジョンズタウン・モンロー、レイクウッド、リッキング・バレー、リッキングハイツ、ニューアーク・カトリック、ニューアーク、ノースリッジ、ユーティカ、ワトキンス各高校が競い合っている。野球では2002年から毎年郡内の高校が州選手権で優勝してきた。この2002年には3つの競技で州選手権に優勝した。ニューアーク・カトリック高校とヒース高校はこの6年間で合わせて9つのタイトルを獲得した。
2007年にはヒース高校が男子陸上競技と男子野球で、ニューアーク・カトリック高校がフットボールで優勝し、2008年にはレイクウッド高校がソフトボールで優勝した。